# Ortueri
Ortueri – miejscowość i gmina we Włoszech, w regionie Sardynia, w prowincji Nuoro.
Według danych na rok 2004 gminę zamieszkiwało 1437 osób, 37,8 os./km². Graniczy z Austis, Busachi, Neoneli, Samugheo, Sorgono i Ula Tirso.